# La Ville fantôme (film, 2008)
Pour les articles homonymes, voir La Ville fantôme et Ghost Town.
Pour plus de détails, voir Fiche technique et Distribution.
La Ville fantôme (Ghost Town) est un film américain réalisé par David Koepp, sorti en 2008.

## Synopsis
Après avoir été déclaré mort pendant quelques minutes, un dentiste misanthrope et acariâtre se voit doté de la capacité de communiquer avec des fantômes.

## Fiche technique
Sauf indication contraire, les informations mentionnées dans cette section peuvent être confirmées par les bases de données cinématographiques IMDb et Allociné,  présentes dans la section « Liens externes ».
- Titre original : Ghost Town
- Titre français : La Ville fantôme
- Réalisation : David Koepp
- Scénario : David Koepp et John Kamps
- Musique : Geoff Zanelli
- Direction artistique : Nicholas Lundy
- Décors : Howard Cummings
- Costumes : Sarah Edwards
- Photographie : Fred Murphy
- Son : Michael Barry, Robert Hein, James Sabat
- Montage : Sam Seig
- Production : Gavin Polone
  - Production déléguée : Gary Barber, Roger Birnbaum et Ezra Swerdlow
  - Coproduction : Joseph E. Iberti
- Sociétés de production : Dreamworks Pictures et Pariah, présenté par Dreamworks Pictures et Spyglass Entertainment
- Sociétés de distribution : Paramount Pictures (États-Unis, Québec) ; Paramount France (France) ; Frenetic Films (Suisse romande)
- Budget : 20 millions USD[1],[2]
- Pays de production :  États-Unis
- Langue originale : anglais
- Format : couleur (DeLuxe / Technicolor) — 35 mm — 1,85:1 (Panavision) — son  Dolby Digital / DTS / SDDS
- Genre : comédie, fantastique, drame, romance
- Durée : 102 minutes
- Dates de sortie[3] :
  - États-Unis, Québec : 19 septembre 2008[4]
  - Suisse romande : 4 février 2009[5]
  - France : 11 mars 2009[6]
- Classification[7] :
  - États-Unis : accord parental recommandé, film déconseillé aux moins de 13 ans (PG-13 - Parents Strongly Cautioned)[N 1]
  - France : tous publics[8]
  - Québec : tous publics (G - General Rating)[4]

## Distribution
- Ricky Gervais (VF : Thierry Bourdon ; VQ : Tristan Harvey) : Bertram Pincus D.D.S.
- Greg Kinnear (VF : Bruno Choël ; VQ : Antoine Durand) : Frank Herlihy
- Téa Leoni (VF : Laurence Colussi ; VQ : Anne Dorval) : Gwen
- Aasif Mandvi (VF : Pascal Sellem ; VQ : Joël Legendre) : Dr Prashar, collègue de Pincus
- Billy Campbell (VF : Emmanuel Jacomy ; VQ : Pierre Auger (acteur)) : Richard
- Kristen Wiig (VF : Anneliese Fromont ; VQ : Nadia Paradis) : la chirurgienne de Pincus
- Dana Ivey : Mme Marjorie Pickthall
- Megan Byrne : la fille de Mme Pickthall
- Dennis Albanese : Johnny
- Lou Sumrall : Harley Guy
- Danai Gurira : un fantôme
- Alan Ruck : fantôme père
- Brian Tarantina : flic fantôme
- Jeff Hiller : fantôme nu
- Amy Van Nostrand : fantôme assorti #2
- Ira Hawkins : fantôme assorti #3
- Melissa Thomas (en) : la patiente du Dr Prashar
- Dequina Moore : jeune épouse
- Joe Badalucco : témoin d'un accident #1
- Brian Hutchison : témoin d'un accident #2
- Claire Lautier : dame de l'Upper East Side
- John Farrer : l'invité au musée
- Bridget Moloney : la réceptionniste
- Michael-Leon Wooley : avocat hospitalier
- Audrie J. Neenan : infirmière
- Deborah S. Craig : infirmière
- Betty Gilpin : infirmière de la seconde guerre mondiale
- Aaron Tveit : anesthésiste
- Jeff Hiller : mec nu
- Jose Ramón Rosario : grutier
- Jose Soto : soudeur
- Lisa Datz : personne heureuse au bar #1
- Julia Murney : dame enneigée
- Richard O'Rourke : homme à la conférence
- Elaine Cusick : couple de personnes âgées (femme)
- Angelis Alexandris : couple de personnes âgées (homme)
- Uzimann : comptoir de hot-dogs
- Joey Mazzarino : livreur de nourriture
- Tyree Michael Simpson : flic qui éternue
- Raymond J. Lee : un gars de Greenpeace
- Brad Oscar : portier de jour
- Candace Thaxton : la vieille dame de Harley Guy

## Distinctions

### Récompenses
- Satellite Awards 2008 : meilleur acteur dans un film musical ou une comédie pour Ricky Gervais
- AARP Movies for Grownups Awards 2009 : meilleure comédie
- Central Ohio Film Critics Association Awards 2009 : meilleur film passé inaperçu

### Nominations
- Academy of Science Fiction, Fantasy and Horror Films - Saturn Awards 2009 : meilleur scénario pour David Koepp et John Kamps
- Empire Awards 2009 : meilleure comédie

## Éditions en vidéo
- En France, le film La Ville fantôme est sorti en DVD le 9 septembre 2009[14] et en VOD le 1er janvier 2019[6].
- Au Québec, le film est sorti en DVD le 30 décembre 2008[4]